# História de Fundão (Espírito Santo)

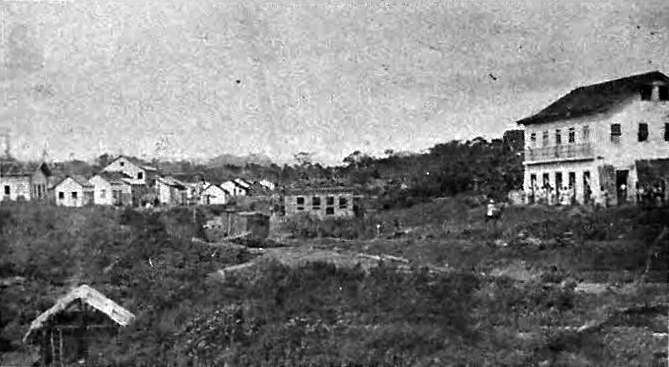
A Casa da Cultura de Fundão (à direita), ainda como residência da família Agostini, e a antiga estrada de ferro antes de1922, quando a sede do município era Nova Almeida.

A história de Fundão, município brasileiro do estado do Espírito Santo, inicia-se em 1557, com a criação da Aldeia dos Reis Magos, que viria ser a vila e município de Nova Almeida. Com a decadência de Nova Almeida e a construção da Estrada de Ferro Vitória a Minas no seu interior, floresceu, no início do século XX o vilarejo de Fundão, cujo nome vem do rio que o banhava. Durante as décadas vindouras, a localidade recebeu famílias italianas vindas de regiões vizinhas e diretamente da Itália. Em 1923 oficializou-se a emancipação do município de Fundão em relação a Nova Almeida, que, quinze anos mais tarde, foi transferida para o município da Serra.
Desde 2000, Fundão passa por uma série de escândalos políticos. Os quatro candidatos a prefeito mais bem votados de 1996 a 2016 (Gilmar de Souza Borges, Maria Dulce Rudio Soares, Marcos Fernando Moraes e Anderson Pedroni Gorza) respondem a processos. Marcos Fernando Moraes e seu vice foram afastados, e o presidente da Câmara de vereadores que os substituiu como prefeito interino, Anderson Pedroni Gorza, foi cassado.

## Origens

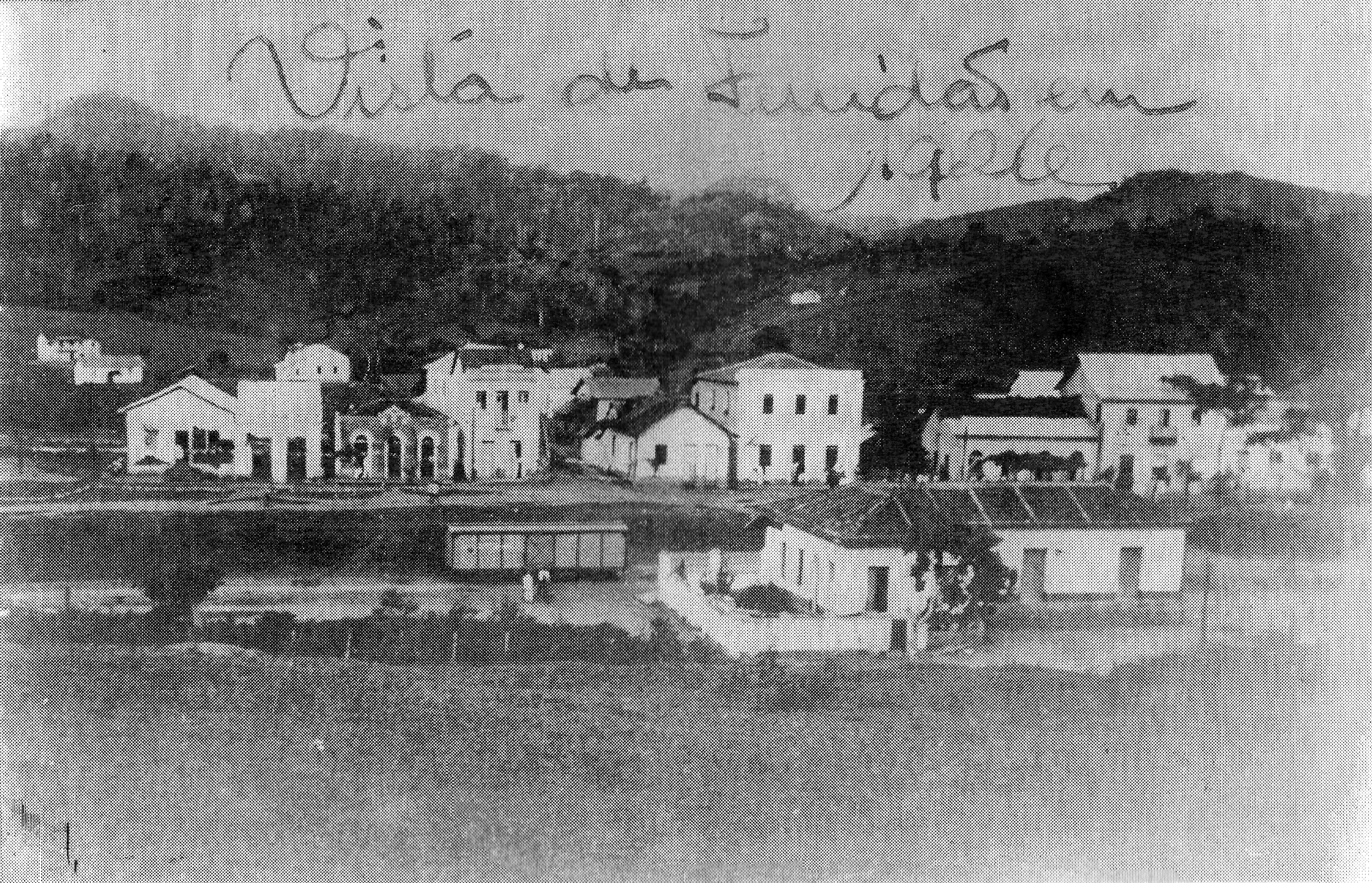
Vista de Fundão em 1926.

Fundão sucede historicamente o antigo município de Nova Almeida, atual distrito da Serra. Nova Almeida foi fundada às margens do rio Reis Magos como a Aldeia dos Reis Magos em 6 de janeiro de 1557 por jesuítas e pela tribo temiminó, sob liderança do cacique Maracaiaguaçu, pai de Arariboia, trazida da Ilha do Governador, no Rio de Janeiro, em fuga dos tamoios. Em 1757, Nova Almeida foi elevada a paróquia e vila e, em 1760, a comarca. Boa parte dos registros históricos de Nova Almeida foi destruída por um preso.

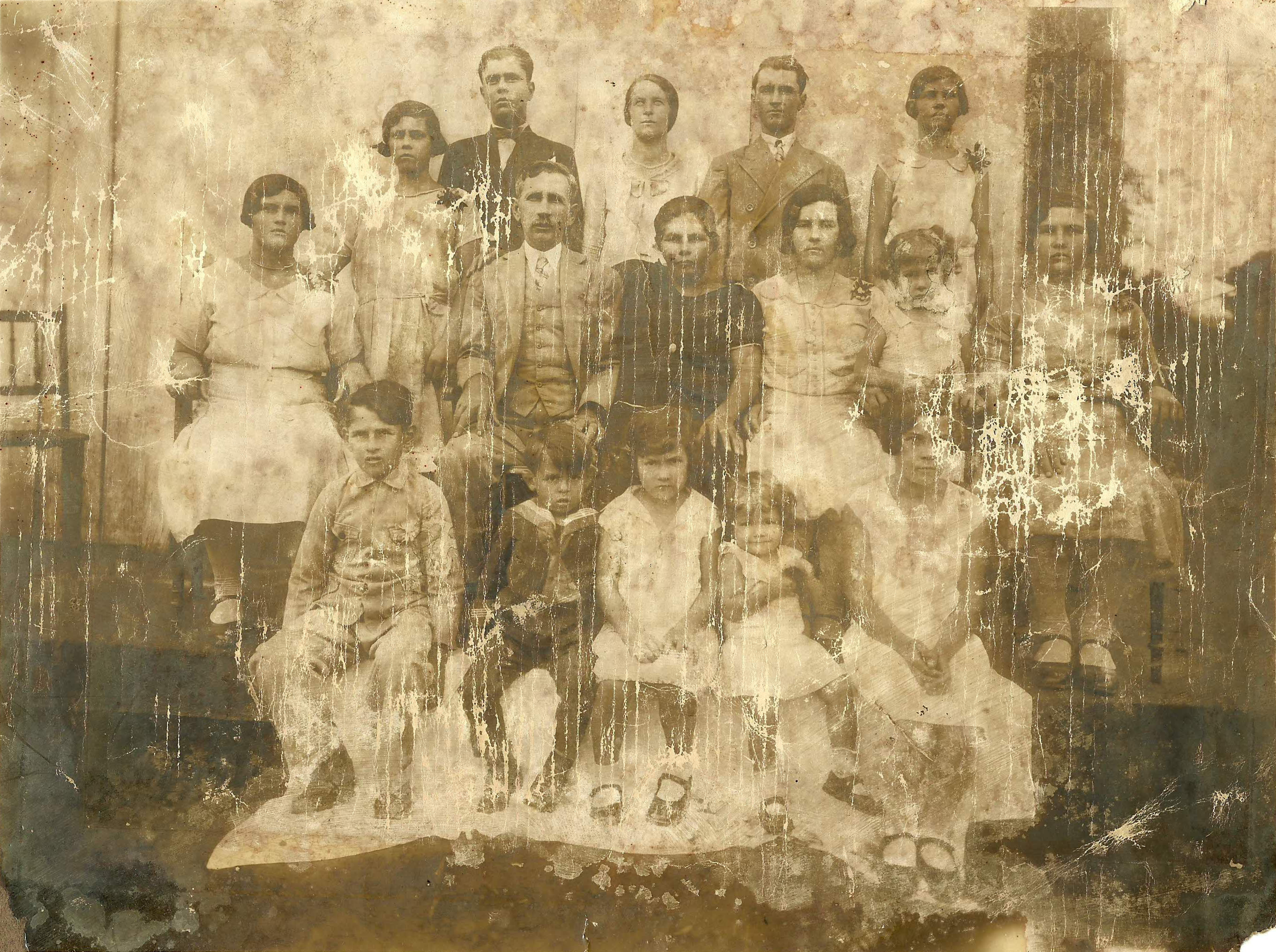
Descendentes de italianos da família de Carli, em 1937.

A partir da década de 1820, a população de Nova Almeida, que era de mais de 8 mil habitantes, começou a diminuir, levando a uma primeira decadência da vila. Pertenceu a ela até 3 de abril de 1848 a freguesia de Aldeia Velha, correspondente hoje ao município de Aracruz e cuja sede era onde atualmente fica seu distrito de Santa Cruz. Parte do território de Nova Almeida foi anexada à Serra em 5 de julho de 1852. Em 1856, um surto de cólera contribuiu para a diminuição da população. Com a necessidade de busca por terras de melhor qualidade e por metais preciosos, Nova Almeida decai ainda mais.
Os primeiros imigrantes italianos, da família Agostini, chegaram à região de Fundão em 1875, vindos do Tirol para se fixarem em Três Barras (atual Irundi). Nas décadas seguintes, dezenas de outras famílias viriam diretamente da Itália ou transferidos de outras regiões, especialmente de Santa Teresa.
A respeito do nome do lugar, Pedro Maria de Lacerda, bispo do Rio de Janeiro no século XIX, registrou em sua passagem por Fundão em 18 de setembro de 1880: "[...] há um [lugar] em que o rio é de água preta e tem muita fundura e daqui provém, disseram alguns, o nome de Fundão que tem  todo o rio. Será por isso? Não sei. [...]". A imprensa capixaba mencionava a localidade de "Fundão Grande" na segunda metade da década de 1900 e, especificamente, de uma escola em "Fundão de Baixo" a partir de 1910.
Entre o final de 1885 e setembro de 1886, as regiões de Nova Almeida, Fundão, Timbuí, Passossunga e Sauanha sofreram um surto de varíola, que causou oito mortes entre 45 adoecidos.
Durante as obras da Estrada de Ferro Vitória a Minas no interior de Nova Almeida, trabalhadores morreram nas águas do rio Fundão, assim chamado antes do fim do século XIX por sua profundidade. No mesmo lugar, na fazenda Taquaraçu, de propriedade do pioneiro Cândido Vieira, surgiria o vilarejo de Fundão. Em 29 de dezembro de 1904, entra em funcionamento a Estação Timbuí e, em 15 de maio de 1905, a Estação Fundão.
Foi tentada a construção de uma estrada de rodagem entre Santa Teresa e a Estação Fundão em 1911 pelo governo do Espírito Santo na gestão de Jerônimo de Sousa Monteiro, mas as dificuldades inerentes ao terreno levaram a obra ao fracasso.

## Formação administrativa

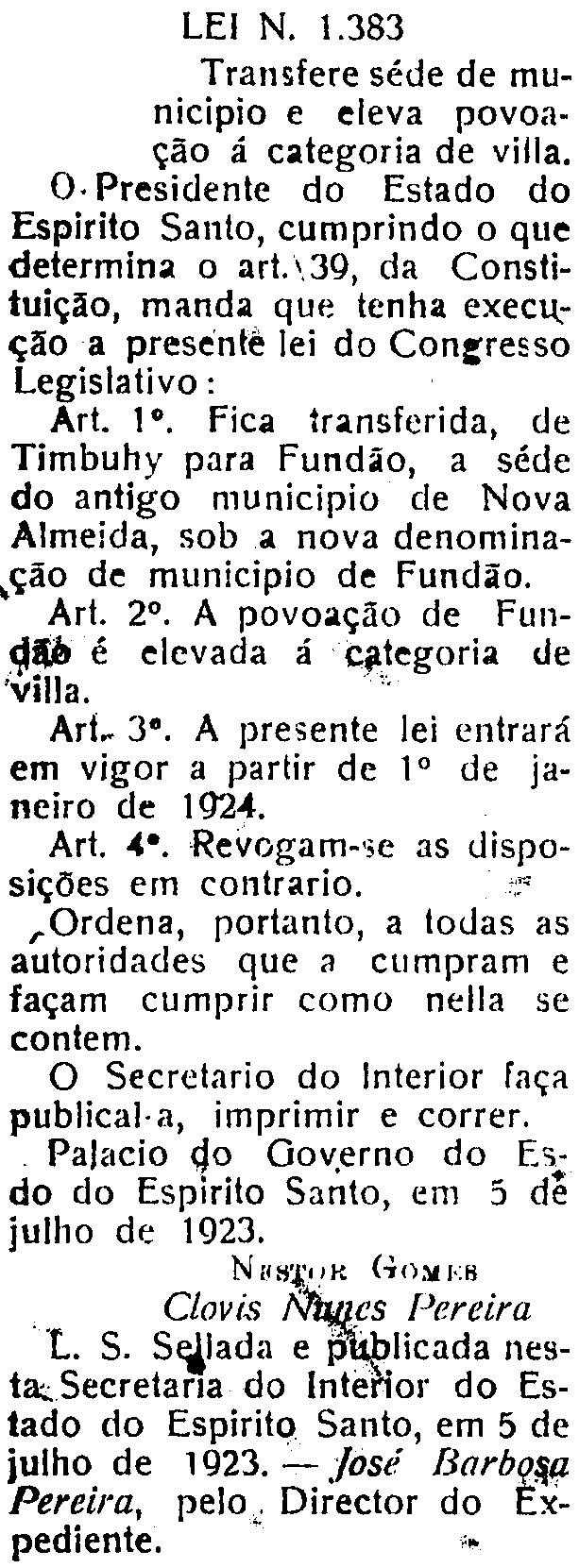
Lei estadual 1.383, de 5 de julho de 1923, que institui o município de Fundão, publicada no dia seguinte na primeira página do Diario da Manhã

A sede do município Nova Almeida fica por um ano situada em Timbuí. Pela lei estadual 1.383, de 5 de julho de 1923, o "antigo município de Nova Almeida" tem a sede transferida de Timbuí para Fundão, de modo que o município passa a se chamar Fundão e a nova sede é elevada à categoria de vila, entrando a lei em vigor em 1º de janeiro de 1924, quando foi inaugurada a Câmara municipal na nova sede. Contraditoriamente, fontes como a Enciclopédia dos Municípios Brasileiros e o próprio brasão e a bandeira de Fundão referem o dia 5 de julho de 1933 como a da criação do município.

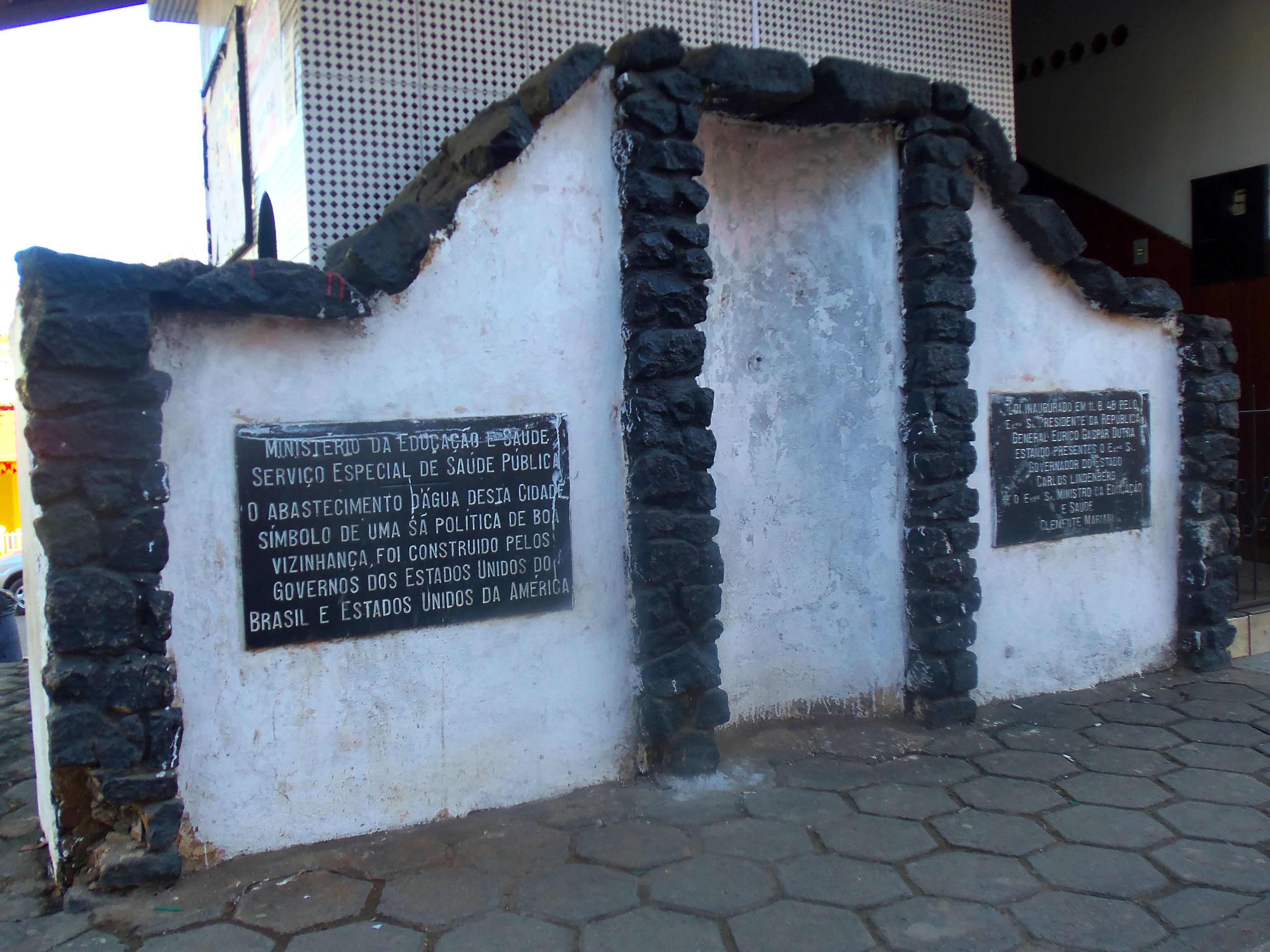
Fonte que marca a inauguração do sistema de água da cidade pelo presidente Eurico Gaspar Dutra, em 11 de setembro de 1949. A data já foi feriado.

Por decreto-lei de 2 de março de 1938, Fundão foi elevado à categoria de cidade. Ainda nesse ano, em 11 de novembro, o distrito de Nova Almeida passou a fazer parte do município da Serra. Na mesma ocasião, o distrito de Três Barras (atualmente, Irundi) foi transferido de Santa Teresa para Fundão a fim de arrecadar mais impostos, especialmente da firma Agostini, que por si só superava toda a arrecadação de Nova Almeida.
Fundão passou a ser servido de energia elétrica por usina própria na gestão do prefeito coronel Guilherme Pimentel, que governou o município até a Revolução de 1930, sendo substituído pelo coronel Manuel do Nascimento Silva. Nessa ocasião, a prefeitura estava sem dinheiro e acumulava elevadas dívidas.
Em visita oficial a Fundão em 11 de setembro de 1949, o presidente do Brasil da época, Eurico Gaspar Dutra, o ministro da Educação e Saúde, Clemente Mariani, e o governador do Espírito Santo, Carlos Lindenberg, inauguraram o sistema de abastecimento de água do Serviço Especial de Saúde Pública (Sesp). A importância da primeira visita de um chefe de Estado ao município depois da feita pelo imperador Dom Pedro II a Nova Almeida em 1860 levou à criação de um feriado, proposto pelo vereador Alcino da Costa Carvalho e aprovado na Câmara por unanimidade, vigorando de 1950 a 1964.
Desde meados da década de 1930 a da década de 1970, todos os prefeitos de Fundão, empossados através do voto direto ou não, foram impostos por Enéas Castor Ferreira (ca. 1893–1983), considerado o último representante do coronelismo no Espírito Santo. Nesse período, foram prefeitos seu genro Jasson Rodrigues Sarmento (duas vezes) e seu filho Jeovah Miranda Ferreira. A escalada do coronel só foi interrompida em 1973, com a eleição do então emedebista Sebastião Carreta (1934–).

## História recente

### Governos de Gilmar de Souza Borges (1989–1992 e 1997–2004)
Em 2000, foi criada contra o prefeito Gilmar de Souza Borges uma comissão parlamentar de inquérito (CPI), inconclusiva, em relação a uma denúncia de que a prefeitura teria adquirido 20 mil tijolos para a construção de um muro que nunca teria existido. Gilmar também foi denunciado, ao Ministério Público, por vereadores que responsabilizavam-no por supostamente não aplicar verbas destinadas à mão de obra da construção de casas; irregularidades no serviço e na contratação de transporte escolar; desconto irregular de 10% do benefício de R$ 90,00 mensais a menores de idade do projeto Projovem; e superfaturamento no aluguel de dragas e na compra de um trator em Carapina, distrito do município da Serra.
Em 2010, o ex-prefeito Gilmar de Souza Borges chegou a ser condenado em primeira instância à perda de direitos políticos por quatro anos e ao pagamento de R$ 10,2 mil de multa, em processo sobre suposta irregularidade na autorização de pedido de empréstimo para investimentos em iluminação pública em 2004 à Eletrobras. Para o Ministério Público do Espírito Santo (MPES), a aprovação da lei municipal 279/2004 lesaria o patrimônio público. Sete vereadores daquela época (Ailson Abreu Ramos, Aloísio Miranda Nascimento, Alvino Kohler, Benedito de Jesus Pimentel, Carlos Henrique Dalapícola, Eloízio Tadeu Rodrigues Fraga e Wilson Gasparini Bromonschenkel) também foram condenados, com perda de direitos políticos por três anos e multa de R$ 5,1 mil, mas, em novembro de 2013, a 1ª Câmara Cível do TJES absolveu o ex-prefeito Gilmar de Souza Borges e os ex-vereadores na ação de improbidade.
O ex-prefeito Gilmar de Souza Borges foi condenado pela Justiça em novembro de 2012 por contratar irregularmente servidores durante o mandato de 1989 a 1992, sendo punido com multa, perda de direitos políticos por três anos e proibição de ganhar benefícios ou incentivos fiscais por dez anos. O advogado do ex-prefeito disse que entrariam com recurso. Para o advogado, o fato prescrevera quando o Ministério Público do Espírito Santo (MPES) processou o político em 2006.

### Primeiro governo de Maria Dulce (2005–2008)

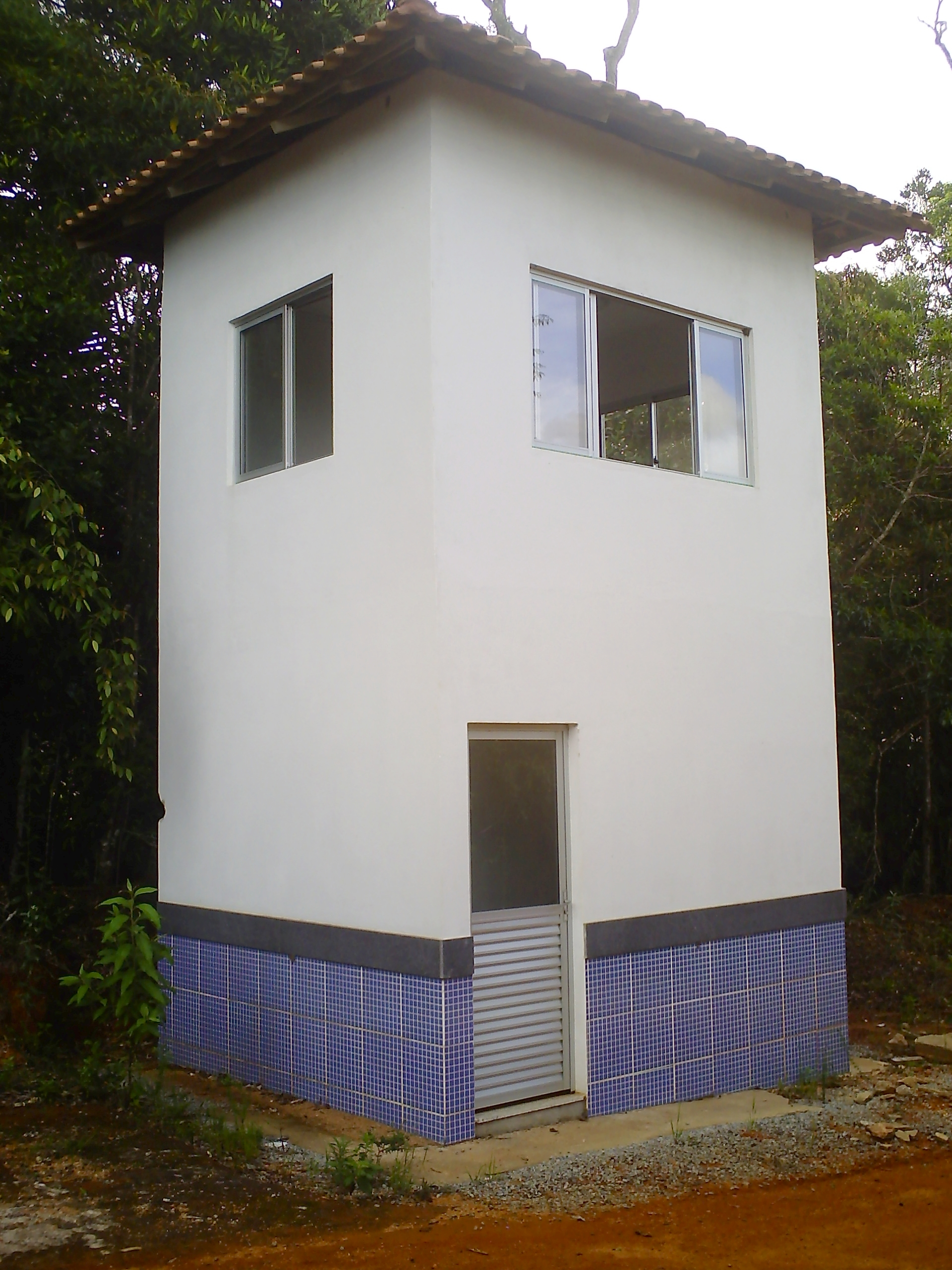
Guarita do Parque Municipal do Goiapaba-Açu, cuja construção teria sido superfaturada na gestão de Maria Dulce Rudio Soares.

A partir de 2008, último ano de seu mandato de prefeita, Maria Dulce Rudio Soares foi acusada em uma série de ações civis públicas e denúncias do Ministério Público do Espírito Santo por suspeitas de nepotismo, improbidade administrativa, compra de votos, superfaturamento (inclusive de empresa de limpeza pública), contrato de empresa sem licitação, promoção pessoal em publicação da prefeitura e formação de quadrilha.
Quanto à improbidade administrativa, Maria Dulce foi acusada pelo MPES de superfaturar a construção de uma guarita no Parque Municipal do Goiapaba-Açu no valor de R$ 38 mil. Haveria também irregularidades na compra de cartuchos de impressora e toners remanufaturados. Um funcionário público municipal teria usado uma agente de saúde e estudante de Santa Teresa como laranja para participar da licitação. Alertada dos riscos de licitar enquanto tinha uma bolsa de faculdade, a própria agente denunciou o esquema. Uma ligação telefônica entre os dois dava conta de que a prefeita tinha conhecimento do caso. Foi constatado mais tarde o pagamento por 195 cartuchos além dos fornecidos. Na ocasião, Maria Dulce não falou sobre esta acusação, sendo condenada em 2012. Ainda em 2008, uma empresa de limpeza urbana teria sido contratada irregularmente pela prefeitura por R$ 1,4 milhão anual. Por fim, a festa de aniversário de emancipação do município teve a data adiantada para coincidir com a convenção de seu partido em Fundão, realizada próxima ao palco principal da festa, que não chegou a acontecer. O juiz Gedeon Rocha Lima Júnior considerou "Absurdo, inacreditável e audacioso [...]". A prefeita disse na época não se manifestar antes de contactar seus assessores jurídicos.
| “ | [...] obviamente guardadas as proporções, a atitude da Srª Prefeita de alterar o calendário instituído se assemelha ao do tirano romano Julius César [sic] | ” |

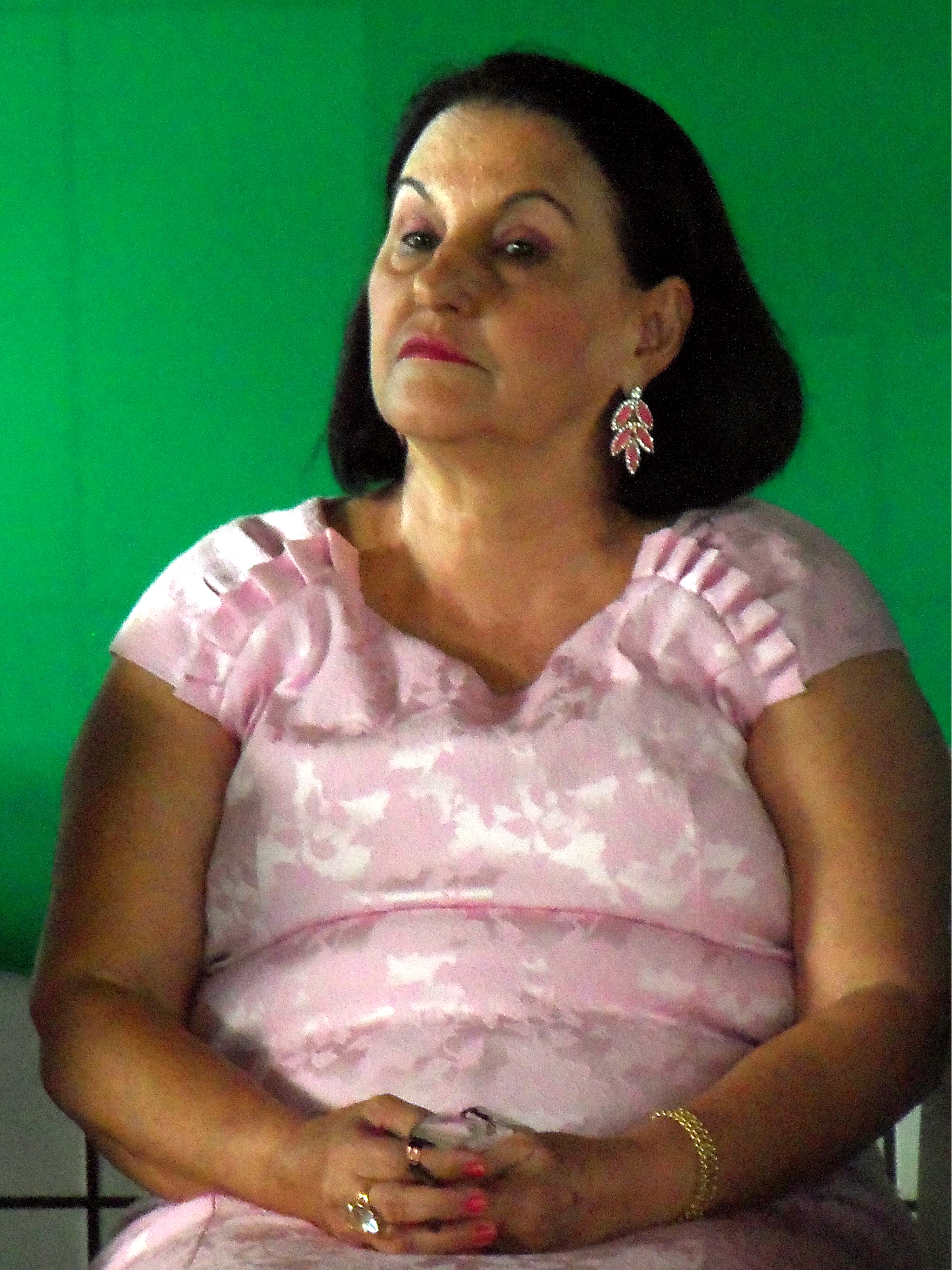
Maria Dulce em sua posse como prefeita em 2013.

Durante a campanha eleitoral de 2008, a candidata à reeleição foi acusada de distribuir cestas básicas em troca de votos, o que resultou em momentânea cassação de sua candidatura e da de seu vice, Sebastião Carreta. Em 22 de agosto, nove cestas foram encontradas em seu comitê eleitoral pela Polícia Civil do Estado do Espírito Santo e duas mulheres foram presas, sendo uma a secretária de Administração da prefeitura e a outra dona da casa onde funcionava o comitê que teria confessado o esquema à Polícia. O juiz eleitoral Gedeon Rocha Lima ouviu vinte testemunhas do caso em 10 de setembro e, no dia 23, cassou as candidaturas de Maria Dulce e Sebastião Carreta, ordenou aos dois pagamento de R$ 50 mil de multa e, à secretária e à dona da casa do comitê, aplicou multa de R$ 1 mil. Na sentença da Justiça Eleitoral, o juiz Gedeon Rocha Lima Júnior disse:
| “ | [...] é inegável a captação de sufrágio praticado pela prefeita candidata à reeleição, com participação dos demais representados. Compra de voto exteriorizada em sua forma mais repugnante, qual seja, a exploração da fome do eleitor. | ” |

Ao portal Terra, Maria Dulce afirmou que se defenderia das acusações de compra de votos, pois a distribuição das cestas faria parte havia dois anos de um programa da prefeitura. Já ao portal Folha Vitória, a candidata disse não ter nenhum envolvimento com distribuição de cestas básicas. Em 24 de setembro, funcionários da TV Vitória procuraram Maria Dulce para se defender das recentes acusações. Ao fecharem uma das portas da prefeitura para fotografarem o brasão de Fundão nela gravado, os enviados da emissora foram ofendidos e ameaçados por simpatizantes de Maria Dulce, que também bateram no automóvel da equipe. A prefeita justificou-se, dizendo ter sido informada "Que a equipe de reportagem teria fechado a prefeitura, impedindo o atendimento de quem estava lá." Os empregados da emissora registraram boletim de ocorrência.
No pleito que se seguiu, Maria Dulce (PMDB) foi derrotada por Marcos Fernando Moraes (PDT). Em 2009, Maria Dulce passou a responder por peculato, formação de quadrilha e contratação de empresa sem licitação, além de ter sofrido ação civil por suposta promoção pessoal em periódico de prestação de contas, editado com verbas públicas.
Em 23 de abril de 2012, foram condenados pela Justiça a ex-prefeita Maria Dulce Rudio Soares e os demais réus no processo referente ao superfaturamento de cartuchos de impressora e toners, sob a pena de três anos de inelegibilidade, pagamento de multa e ressarcimento aos cofres públicos

### Governo de Marquinhos (2009–2011)
Em maio de 2011, duas operações, ambas com mais de cem membros das Polícias Civil e Militar do Espírito Santo, prenderam quase trinta pessoas envolvidas em tráfico e corrupção. A primeira, ocorrida na manhã do dia 20, cumpriu 34 mandados de busca e apreensão e deteve quinze acusados de homicídio, tráfico de drogas, porte ilegal de arma de fogo, receptação de material roubado e adulteração de veículos. Horas depois, um policial militar que participou da ação foi assassinado enquanto trabalhava como segurança num posto de gasolina.
Uma semana depois, no dia 27 de maio, o Ministério Público, a Polícia Civil do Espírito Santo, o Grupo Especial de Trabalho Investigativo (Geti) e a Promotoria de Justiça de Ibiraçu desencadearam a Operação Tsunami, que fez cumprir 24 mandados de busca e apreensão, prender doze acusados de corrupção na Prefeitura e na Câmara Municipais e interditar o prédio dos órgãos. Na Prefeitura, foram apreendidos documentos, contratos e dinheiro em espécie. Foram detidos os secretários municipais de Saúde, de Educação, de Administração, de Obras e de Turismo; o subsecretário de Administração; a controladora-geral; o diretor de transporte escolar; dois donos de empresas de limpeza urbana e de transportes; e os vereadores Ailson Abreu Ramos (PSC) e Eloízio Tadeu Rodrigues Fraga (PRB).
Escutas telefônicas autorizadas pela Justiça tiveram seu teor divulgado, em que a controladora-geral, o secretário de Obras e o secretário de Educação participam de diálogos comprometedores envolvendo os empresários presos e o prefeito. Numa das ligações, a controladora-geral sugeriu ao secretário de Obras que ele jogasse fora processo sobre coleta de lixo. O diálogo motivou o Ministério Público do Espírito Santo a pedir a prisão dela e dos secretários.
| “ | Eu falei: 'Carlinho, joga esse processo fora, finge que sumiu. Até abrir outro, até formalizar, até dá parecer, isso acaba o mandato, rapaz. Deixa de ser besta. Não bota o seu na reta por causa de lixo não. [...] agora o processo está aí andando'. | ” |

Os detidos negaram participação em qualquer crime e seus advogados pediriam relaxamento da prisão no caso de seu prolongamento e disseram ser cedo para decidir o que fazer. Foi pedido pelo Ministério Público à Justiça o afastamento do prefeito Marcos Fernando Moraes (PDT) e do vice-prefeito Ademir Loureiro de Almeida (PSC) por improbidade administrativa. Também foi solicitado pelo MPES ao Tribunal de Contas do Espírito Santo que apure o valor desviado dos cofres públicos.
O Ministério Público do Espírito Santo baseou-se em investigação do Núcleo de Repressão às Organizações Criminosas (Nuroc) iniciada dois meses antes da operação. Os crimes envolveriam fraudes nas licitações de automóveis e remédios; distribuição irregular de material de construção; superfaturamento de festas municipais; contratação de empresa de limpeza pública sem licitação por R$ 135 mil mensais; e desvios de parte dos R$ 900 mil mensais dos royalties repassados ao município pela Agência Nacional do Petróleo (ANP), por conta da exploração da bacia de Golfinho. Foi por suspeitas de superfaturamento no valor de R$ 127 mil mensais, na contratação de empresa de limpeza pública, que Marquinhos e seu vice denunciaram Maria Dulce Rudio Soares enquanto ela era a chefe do executivo. Quanto aos serviços de transporte, os vereadores acusados teriam feito contrato de "carros-fantasmas". A população questionou sobre a destinação das verbas ao tomar conhecimento do caso. A organização não governamental Transparência Capixaba comentou que, em decorrência dos fatos, "Fundão está doente" e que as prefeituras de pequenos municípios do Espírito Santo deveriam implementar seus portais de transparência antes do prazo obrigatório, de maio de 2013.
Em nota da prefeitura, o prefeito Marcos Fernando Moraes (Marquinhos) disse ter ficado "surpreso com a ação" da polícia e que "o prefeito é favorável à transparência na gestão e quer que as investigações sigam até a elucidação" do caso. A mesma nota diz que, "Sobre a contratação emergencial, o prefeito afirma que ela é embasada em pareceres da Procuradoria Municipal. A prefeitura abriu processo licitatório, que sofreu atrasos por conta de recursos e embargos da Justiça, o que é previsto na legislação". Também afirmou desconhecer os representantes empresa de coleta de lixo Ambiental antes de sua contratação, bem como qualquer doação. O vice-prefeito Ademir de Almeida, no entanto, admitiu que a Ambiental financiou sua campanha e de Marquinhos. Em entrevista, Ademir disse ter alertado Marquinhos sobre eventuais irregularidades na prefeitura. Também na entrevista, Ademir, além de confirmar ser pré-candidato a prefeito em 2012, disse que, em 5 de janeiro de 2009, viu que a prefeitura estava "loteada", e que seu trabalho como vice-prefeito era de "dar conselhos".
Na noite do dia 27, uma seção extraordinária na Câmara elegeu os componentes do Conselho de Ética e votou requerimento ao Ministério Público solicitando documentos das investigações, a fim de instaurar comissão parlamentar de inquérito (CPI) e processo disciplinar. Os parlamentares denunciantes exigiram a cassação dos mandatos dos políticos envolvidos. Meses antes, vereadores já exigiam da Prefeitura cópias de contratos para análise de eventuais irregularidades.
Durante a convenção do partido de Marquinhos, o Partido Democrático Trabalhista (PDT) no Espírito Santo, realizada no dia 28, o prefeito da Serra, Sérgio Vidigal reassumiu a liderança do partido no estado. Em decorrência da cassação do prefeito de Santa Leopoldina, Ronaldo Prudêncio (PDT), no dia 26, e das denúncias contra a administração da prefeitura de Fundão no dia 27, Vidigal disse: "Vamos investigar. O certo é que não queremos nos nossos quadros gente envolvida com irregularidades".
No dia 30, quando a prefeitura foi reaberta, o prefeito não compareceu para trabalhar. Devido à apreensão de equipamentos e materias de trabalho e à ordem da Procuradoria Municipal de paralisar todos os processos, o funcionamento da prefeitura foi prejudicado. Subsecretários de diversas pastas e o assessor técnico de Administração ocuparam interinamente as secretarias que tiveram seus chefes presos. No mesmo dia, em seção extraordinária da Câmara, os vereadores decidiram por unanimidade a criação de CPI para investigar indícios de irregularidades na concessão de vale-refeições a servidores da prefeitura. A pedido do MPES, no dia 31 a Justiça porrogou por outros cinco dias as prisões temporárias dos doze detidos, que passaram o dia sendo ouvidos no fórum de Ibiraçu. O prefeito Marcos Fernando Moraes, no dia 1º de junho, demitiu os secretários presos.
No dia 3 de junho de 2011, a Justiça afastou de seus cargos o prefeito, Marcos Fernando Moraes, o vice-prefeito, Ademir Loureiro de Almeida, e vários secretários e funcionários da prefeitura, além de bloquear seus bens. Em junho do ano seguinte, a Justiça proferiu uma nova decisão de bloqueio dos bens do ex-prefeito Marcos Fernando Moraes, do ex-secretário de Obras de sua gestão e do vereador Eloízio Tadeu Rodrigues Fraga, no valor de R$ 100 mil, relativa à ação de improbidade administrativa envolvendo material de construção de obras da prefeitura, que teria sido desviado para moradores.
As contas da prefeitura relativas ao exercício de 2011, sob responsabilidade de Marcos Fernando Moraes e de seu sucessor, o então presidente da Câmara de vereadores Anderson Pedroni Gorza, receberam em 11 de junho de 2014 parecer negativo do Tribunal de Contas do Estado do Espírito Santo, que constatou descumprimento da Lei de Responsabilidade Fiscal. Em 26 de março de 2015, a Câmara municipal acatou o parecer do tribunal e rejeitou as contas, resultando na inelegibilidade dos ex-prefeitos por um período de oito anos.

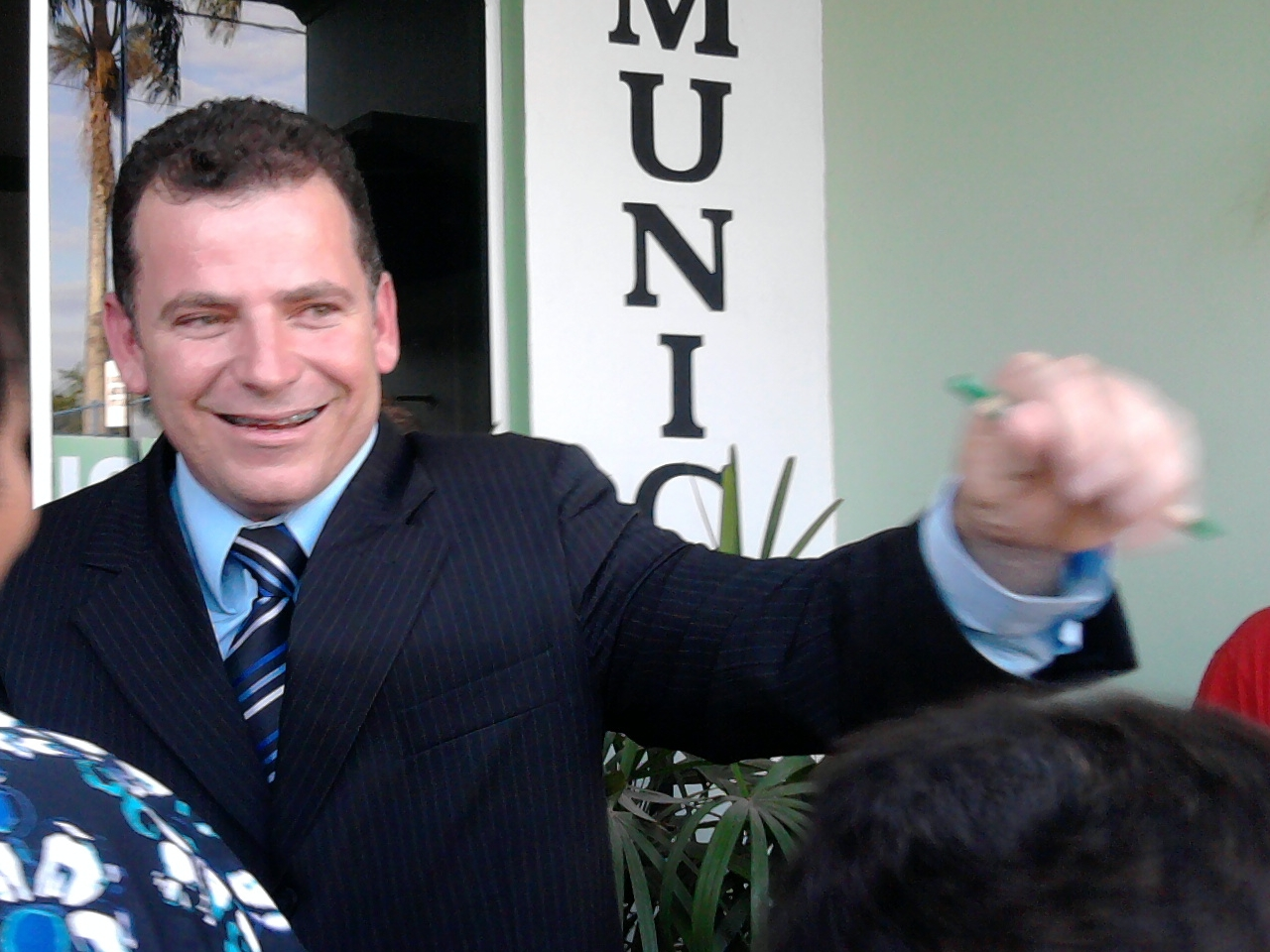
O presidente da Câmara, Anderson Pedroni Gorza (PCdoB), em frente à Prefeitura de Fundão após sua primeira posse como prefeito interino.

### Prefeitos interinos (2011–2012)
Com a saída de Marcos Fernando Moraes e seu vice, assumiu como chefe do Poder Executivo o presidente da Câmara Municipal, o vereador Anderson Pedroni Gorza (PCdoB). Ainda no dia 3, vereadores afirmaram que protocolariam denúncia contra Anderson no Ministério Público do Espírito Santo, referente a atestados médicos apresentados por ele em junho de 2009 e abril de 2010, supostamente a fim de não comparecer a sessões ordinárias para trabalhar na área de radiologia no Pronto-Atendimento de Guarapari. A denúncia feita no Ministério Público de Fundão em 15 de outubro de 2010 não teria sido conduzida.
Marquinhos, por meio de recurso, reassumiu o cargo de prefeito em 3 de agosto após decisão do Tribunal de Justiça do Espírito Santo de 29 de julho. Em decorrência das denúncias de irregularidades no transporte escolar, o MPES entrou com novo pedido de afastamento do chefe do Executivo, acusado de superfaturar contratos que somam R$ 550 mil, além do bloqueio de R$ 2 milhões das contas do município. A empresa de transporte Geotur teve o valor do serviço reajustado de R$ 30 mil por mês em 2009 para R$ 53.460 mensais em 2011 após ter sido fraudada a quilometragem de seus veículos.
No dia 5 de agosto, o Tribunal de Justiça do Espírito Santo (TJES) reconduziu Ademir Loureiro de Almeida à função de vice-prefeito, porém, na semana seguinte, a Justiça acatou pedido do MPES que manteve Ademir e outros réus afastados de seu cargos, além de proibir a empresa Ambiental de realizar contratos com a administração municipal. O relatório que instauraria uma comissão processante acabou não sendo votado em 1º e 15 de agosto, sendo adiada após sessões tumultuadas. Em sessão extraordinária de 31 de agosto, o parecer de comissão processante que investigaria Marquinhos e o afastaria, a pedido de entidades sociais, por 180 dias, foi arquivado por não ter tido a aprovação de dois terços dos parlamentares, tendo sido cinco votos a favor da comissão e quatro contra. Na ocasião, o vereador José Adriano Ramos, opositor de Marquinhos, disse a A Gazeta ter sido coagido a não votar pelo afastamento do prefeito, além de ele e sua filha de 15 anos, em outros momentos, terem sido ameaçados de morte.
No dia seguinte (1º de setembro), Marquinhos e Ademir foram novamente afastados da liderança do Executivo pela Justiça, sendo bloqueados seus bens e os dos outros acusados do esquema do transporte escolar. Foi determinado ainda que qualquer contrato com a empresa de transporte fosse suspenso. O presidente da Câmara, Anderson Pedroni Gorza, assumiu a prefeitura interinamente mais uma vez em 5 de setembro. O desembargador Pedro Valls Feu Rosa, presidente da Primeira Câmara Criminal do TJES, manteve o afastamento cautelar de Marquinhos em 20 de outubro por meio de liminar, referente aos processos na esfera criminal quanto aos casos do transporte escolar e da contratação emergencial da empresa Ambiental.
Na sessão de 1º de fevereiro de 2012 na Câmara, os vereadores aprovaram por unanimidade a criação de comissão processante em desfavor de Marcos Fernando Moraes e Ademir Loureiro de Almeida.

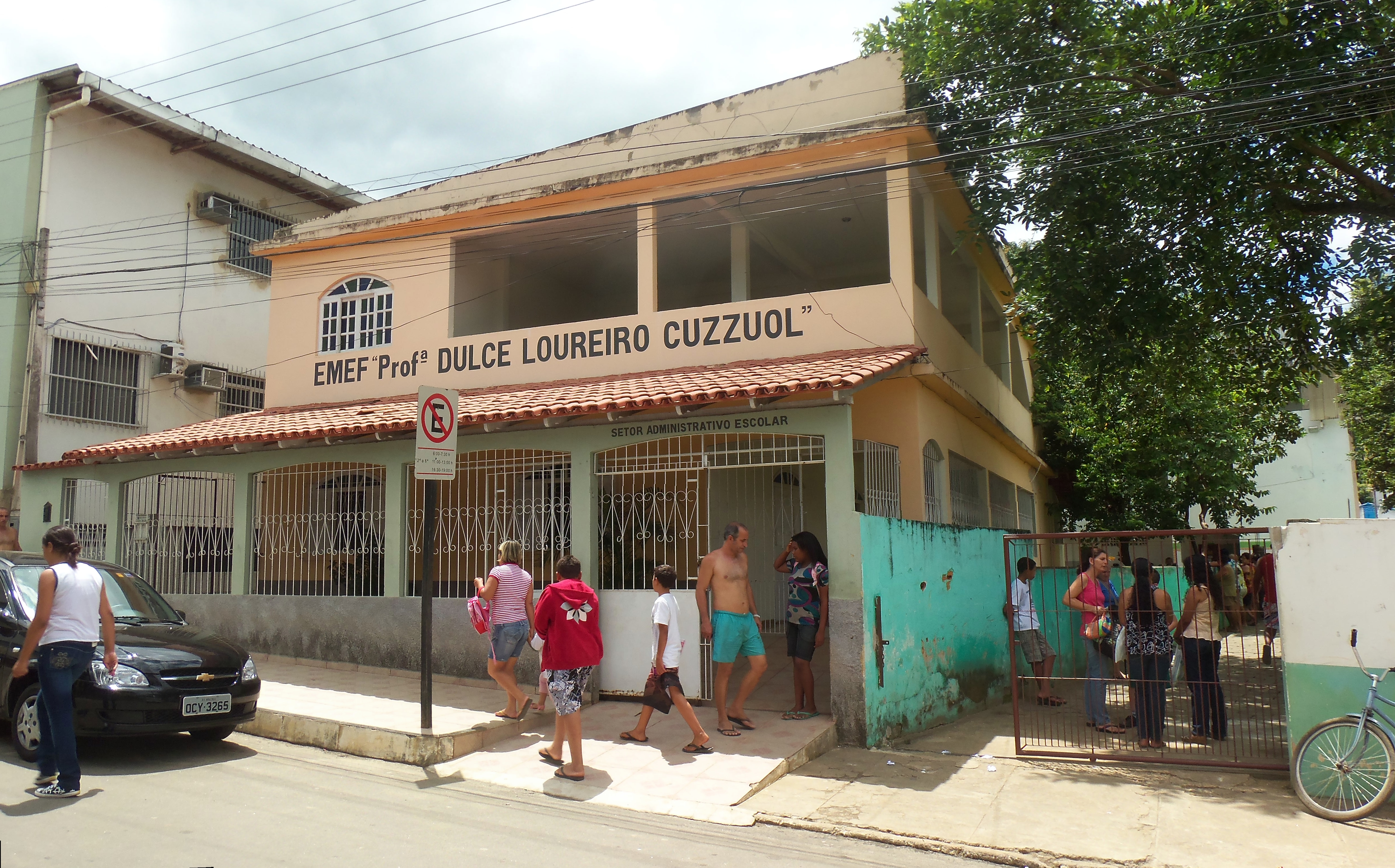
Escola Municipal de Ensino Fundamental Professora Dulce Loureiro Cuzzuol, cuja reforma foi envolvida em uma das denúncias contra o primeiro prefeito interino, Anderson Pedroni Gorza.

Por não enviar à Câmara os balancetes das contas públicas até o dia 15 após os respectivos meses durante sua gestão, em 1º de março de 2012, Gorza também foi afastado do cargo de prefeito interino, por 180 dias, em decorrência da abertura de comissão processante, aprovada por 7 votos a 0. Também foi aberta uma CPI para investigar um pregão que teria beneficiado uma empresa em específico, que seria responsável por todas as obras de Fundão. Também levantou-se suspeitas de gastos de mais de R$ 1 milhão somente na pintura de escolas. A Escola Municipal de Ensino Fundamental Professora Dulce Loureiro Cuzzuol, cujo prédio é propriedade da Assembleia de Deus de Fundão, teria sido reformada, sem aval da Câmara, por R$ 139.904,72. O colégio já era alugado por dispensa de licitação por cerca de R$ 5 mil mensais.

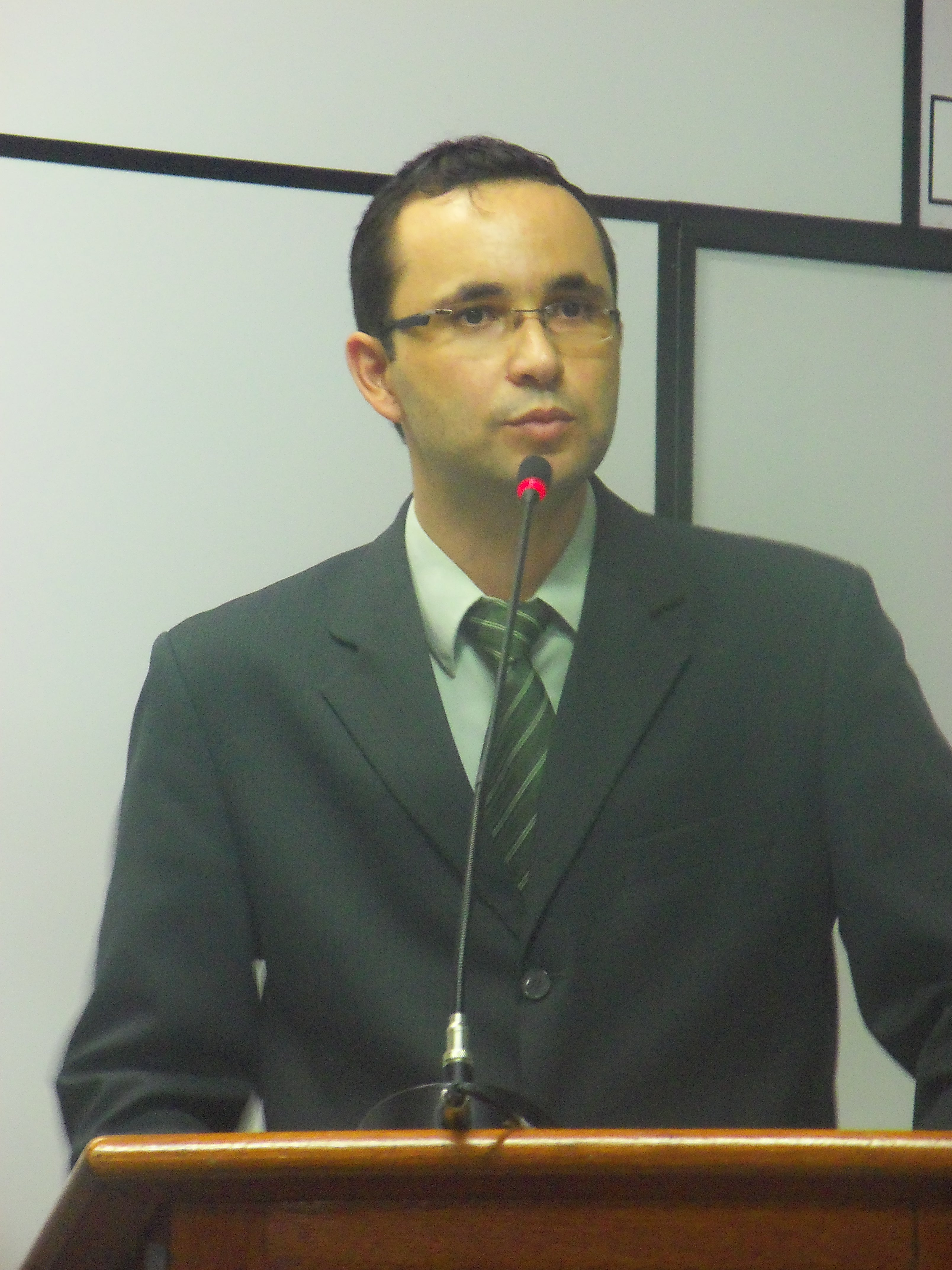
Claydson Pimentel Rodrigues, em sessão da Câmara de Fundão em 2011. Com o afastamento de Anderson Pedroni Gorza, Claydson assumiu a prefeitura em 7 de março de 2012.

Em resposta, Gorza se disse surpreso com as ações dos vereadores e que estes estão desperdiçando verbas públicas, a partir do momento em que criaram quatro novos cargos de assessores, aumentaram os salários dos vereadores (de R$ 3,7 mil para R$ 6,2 mil) e secretários (de R$ 3,7 mil para R$ 8 mil) da próxima legislatura e reinstituíram e ampliaram o gasto com diárias para viagens, reajustes estes vetados no Executivo, a princípio. A respeito dos balancetes, o prefeito afastado disse tê-los enviado ao Tribunal de Contas e à Caixa Econômica Federal e tê-los disponibilizado no Portal da Transparência e no mural da prefeitura, cujo prédio é o mesmo da Câmara. Admitiu ainda que, se houve um erro, foi de ordem formal e que enviou os balancetes assim que soube da possibilidade de ser afastado. Em relação às escolas, defendeu que o dinheiro aplicado em quatorze escolas é resultado da economia dos recursos dos royalties e que os prédios necessitavam de ampliações. A legalidade da sessão que afastou Gorza foi contestada por ele na Justiça. Em seu lugar assumiu, no dia 7 de março, o presidente da Câmara em exercício, Claydson Pimentel Rodrigues.
Decorrente das investigações da Operação Tsunami em Fundão e da Operação Moeda de Troca, em Santa Leopoldina, foi deflagrada em 19 de abril a Operação Lee Oswald, que levou o prefeito de Presidente Kennedy, Reginaldo dos Santos Quinta (PTB) à prisão. Em 14 de maio, foi enviada a Fundão e a Presidente Kennedy uma auditoria do Tribunal de Contas do Espírito Santo a fim de averiguar, na primeira cidade, seus contratos, atos e despesas entre 2009 e 2012.
Mais uma comissão processante foi aberta em 1º de junho, desta vez contra Claydson Pimentel Rodrigues, por suspeita de irregularidades na licitação da reforma do prédio da Câmara, configuradas nas ausências de documentação e de participação de engenheiro elétrico, enquanto Rodrigues era presidente interino da Mesa Diretora. O problema foi negado por ele, mostrando-se tranquilizado ao jornal A Tribuna e afirmando que o "Isso é coisa do grupo do ex-prefeito Pedroni. Eles querem tumultuar o cenário político de Fundão".
Atendendo a ação civil pública do Ministério Público do Espírito Santo (MPES), em 11 de junho de 2012, a juíza de Direito da comarca de Fundão, Priscila de Castro Murad, determinou a realização de concurso público pela prefeitura até 31 de dezembro de 2012. O MPES acolhera denúncia do Sindicato dos Servidores Municipais de Fundão feita em 13 de novembro de 2009 ao Ministério Público do Trabalho, época em que 60% dos 1.100 funcionários municipais eram contratados temporários. Segundo o MPES, a municipalidade foi notificada em 2 de fevereiro de 2010 sobre a necessidade de realização do concurso, para o qual não houve providências após isso devido à "necessidade dos agentes públicos  de usarem os cargos públicos como moeda de troca na captação de votos". A procuradoria do município afirmou, após a sentença da juíza, que os procedimentos para o concurso estariam sendo retomados, já que haviam parado por causa da mudança de prefeito e de pessoal.
 A juíza, em sua sentença, ressaltou:
| “ | [...] A ocupação de tais vagas por meio de contratação temporária afronta, claramente, a exigência constitucional de realização de concurso público, violando, assim, a gama de princípios que devem nortear a atividade administrativa. As contratações procedidas, por certo, são ilegítimas, já que não podem ter o condão de contrariar norma cogente prevista na Constituição da República de 1988, com as exceções também por ela previstas. [...] | ” |

A Câmara decidiu, em 12 de junho de 2012, pela cassação do mandato de Gorza, por sete votos a favor e um contra, no processo sobre a reforma da escola. À imprensa, ele considerou a decisão dos parlamentares uma "vingança" decorrente do veto dele ao aumento dos salários dos vereadores, enquanto era prefeito interino, e disse que recorreria à Justiça contra a cassação. Disse também que cassação seria ilegal por não haver provas que o condenassem e não ter tido direito de defesa. Ao jornal O Diário, declarou: "Eu não acho, eu tenho certeza que isso é perseguição política, pois afinal, o Marcos Fernando Moraes, o Marquinhos, foi afastado duas vezes e até hoje não foi cassado. [...] para situação igual, o tratamento deveria ser igual."
| “ | Estou muito decepcionado. Foi formado um tribunal de inquisição onde os vereadores se intitularam juízes e promotores. [...] Não há legalidade jurídica para fazer essa cassação. Isso foi um protesto por eu ter vetado o aumento salarial deles quando era prefeito. | ” |

Com a cassação do presidente da Câmara, realizou-se novas eleições para a mesa diretora em 15 de junho. Claydson Pimentel Rodrigues, após renunciar à vice-presidência, e o vereador Eloízio Tadeu Rodrigues Fraga, integrantes de chapa única, foram eleitos por unanimidade, respectivamente, a presidente e vice. Desta forma, Rodrigues continuou como prefeito interino e Fraga foi para a presidência. Fraga, questionado  pelo jornal A Tribuna por ter sido eleito para a mesa diretora mesmo tendo sido preso na Operação Tsunami, disse: "O que aconteceu no último ano está no passado. [...] Fui preso injustamente por ter ajudado uma pessoa que estava desabrigada e precisava de ajuda. [...]" Ainda que os integrantes da mesa diretora tenha tido votação unânime, o vereador Carlos Augusto Souto Pimentel disse "Não aconteceu uma eleição, foi uma tragédia. Ele [Rodrigues] fez essa trapaça para se manter no cargo", e o vereador José Adriano Rangel Ramos declarou: "Acho um absurdo colocar o Tadeu porque sabia que ia dar polêmica". Ramos ainda declarou que votou a favor da chapa única para que Fundão não tivesse um quarto prefeito, ao encontro do que disse sobre a possibilidade do afastamento de Rodrigues pela comissão processante aberta no dia 1º de junho, quando disse que pediria ao Tribunal de Justiça do Espírito Santo uma intervenção no município, caso houvesse outra troca de prefeitos.
Na mesma sessão de 15 de junho, foi arquivada por unanimidade a denúncia sobre supostas irregularidades na reforma do prédio da Câmara que, por consequência, afastaria o prefeito interino Claydson Pimentel Rodrigues.

### Segundo governo de Maria Dulce (2013–2016)
Em reportagem de maio de 2013, o jornal A Gazeta ressaltou o recorde de ações por improbidade administrativa por prefeitos do Espírito Santo. Maria Dulce defendeu-se alegando se tratam de "denúncias infundadas feitas por políticos da oposição", que o MPES abriu uma ação para cada suposta irregularidade apontada pelo TCES, e que várias das acusações foram arquivadas. Ainda disse que pretende agir "com mais cautela, sem realizar processos emergenciais” e que “tudo terá que caminhar nos trâmites legais, mesmo que isso demande uma maior espera por parte da população".
Em sessão da Câmara Municipal de Fundão em 6 de março de 2014, o vereador Edson Onofre (PT) e outros parlamentares protocolaram o requerimento 007/2014, que pediu a instauração de comissão parlamentar de inquérito (CPI) em desfavor de Maria Dulce para investigar a aplicação dos royalties de petróleo no município entre 2005 e 2013. O vereador Edson Onofre e o vice-presidente da Câmara, Everaldo dos Santos (PSB), justificaram a abertura da CPI por não verem retornos da aplicação do dinheiro dos royalties. Everaldo dos Santos diz que há provas documentais de irregularidades na aplicação dos R$ 60 milhões recebidos por Fundão. Ainda segundo Everaldo dos Santos, a gestão de Maria Dulce é caracterizada pela falta de transparência. Para ele, o dinheiro dos royalties é usado para despesas de custeio, como transporte escolar, shows e contas de telefone, por isso, o destino da verba deveria ser discutido com a população. Por fim, apontou que a CPI investigaria não só Maria Dulce, mas também os outros ex-prefeitos que governaram até 2013. A abertura da CPI foi aprovada por seis votos a cinco e a comissão tem como membros Everaldo dos Santos (presidente), Edson Onofre (relator), e Ângela Maria Coutinho Pereira (membro). Por nota, Maria Dulce se disse surpresa com a criação da CPI, mas a avaliou como legítima e declarou que estaria à disposição para esclarecimentos, por considerar legais e éticos seus atos como prefeita.
Na mesma sessão em que foi aprovada a instauração da CPI, os vereadores aprovaram alteração ao Regimento Interno que reduz de dois terços (oito votos) para maioria absoluta (seis) a parcela de votos necessários para as providências contra políticos que cometam irregularidades, facilitando, no caso, eventual afastamento da prefeita. Maria Dulce acusou a Mesa Diretora de manobra, mas o vice-presidente da Câmara, Everaldo dos Santos, disse que não há relação entre as decisões, sendo essa uma adequação necessária à lei.
| “                                                         | O pedido de alteração do regimento interno antes de votar o requerimento de uma CPI deixa claro que a intenção de alguns vereadores é alterar a lei para os próprios interesses. | ” |
| — Maria Dulce Rudio Soares, prefeita de Fundão, A Tribuna | |   |

Quatro dias depois, em 10 de março, foi publicado o decreto 138/2014, em que a prefeita suspende a aplicabilidade do parágrafo único e dos incisos do artigo 59 da Lei Orgânica Municipal, que trata do julgamento de infrações político-administrativas, e do caput e dos incisos do artigo 60 da mesma lei, sobre a cassação do prefeito. No decreto, Maria Dulce justifica que tais artigos estão sendo questionados na Justiça estadual e que estes vão de encontro às Constituições Federal e Estadual. Com isso, deixaria de ser infração o prefeito não passar informações à Câmara e ficariam os vereadores proibidos de apreciar denúncias e de instaurar pedidos de cassação. Vereadores concordaram que decretos do Executivo não podem anular artigos da Lei Orgânica, pois esta só pode ser alterada por lei, aprovada pela Câmara. O vice-presidente da Câmara, Everaldo dos Santos, entendeu que o decreto é um atentado ao Estado de direito e "é letra morta", e que haveria ligação entre o decreto e a CPI aberta, Para Everaldo, a desobrigação de a Prefeitura fornecer documentos dificultaria fiscalizações, mas a CPI continuaria a funcionar e, se a Prefeitura negasse a entrega de documentos, a Justiça seria acionada. O vereador Edson Onofre disse que não entendeu os respaldos da prefeita e que seria preciso analisar o movito da assinatura do decreto. A vereadora Ângela Maria Coutinho Pereira (DEM) afirmou que o decreto "Não tem lógica" e não teria validade, e que "Nunca houve bom senso entre a Câmara e a prefeitura; eles acham que o vereador não deve fiscalizar.". Ao portal Folha Vitória, o procurador do município, em nome da prefeita, disse que os artigos apontados no decreto ferem a Constituição Federal, e que o decreto suspende os efeitos dos artigos, mas não os anula. O procurador negou que houvesse relação entre o decreto e a abertura da CPI. Ao jornal A Tribuna, Maria Dulce disse que o decreto não impede a CPI, tratando-se de questões de inconstitucionalidade, e que seu gabinete estaria à disposição de qualquer vereador.
Uma liminar foi concedida pelo juiz Leonardo Teixeira Lopes em 14 de março, suspendendo as alterações no Regimento Interno da Câmara que reduziam o quórum para votações de cassação de prefeito, além de punir em R$ 10 mil por dia em que a decisão judicial for descumprida. O juiz concluiu que a redução no quórum é inconstitucional, que não foi cumprido o prazo para convocação de sessão extraordinária e que não havia para tanto urgência aparente. A prefeita Maria Dulce, através de nota, e vereador Carlos Augusto Souto Pimentel ressaltaram a eventual inconstitucionalidade das alterações ao Regimento Interno, e o vereador disse que "Estão querendo roubar o cargo da prefeita.". O vice-presidente da Câmara, Everaldo dos Santos, declarou que não haveria complicação em cumprir a decisão judicial e que a alteração ao Regimento Interno foi feita por haver um entendimento entre os vereadores, sem motivação política.
Em abril de 2015, vereadores declararam que formalizariam denúncia ao Ministério Público estadual sobre a permanência de uma máquina retroescavadeira dentro de uma propriedade da secretária de Esportes, localizada no município de Santa Leopoldina.

### Sucessão da prefeitura para 2017
Em maio de 2016, através de recurso, o ex-prefeito interino Anderson Pedroni Gorza obteve da 4ª Câmara Cível do Tribunal de Justiça do Espírito Santo a anulação da rejeição das contas de 2011 da prefeitura, recomendada pelo Tribunal de Contas do Estado, mantendo-se a responsabilidade do então prefeito afastado Marcos Fernando Moraes. A defesa de Pedroni alegou que não foi intimada para participar do julgamento das contas. No mês seguinte, o juiz da 11ª zona eleitoral do Espírito Santo, Alcemir dos Santos Pimentel, decidiu por afastar a inelegibilidade do ex-prefeito interino Anderson Pedroni Gorza e manter a do ex-prefeito Marcos Fernando Moraes, em razão da rejeição das contas de 2011 da prefeitura.
Para a eleição de prefeito em 2016, candidataram-se Adriano Ramos (PMN), Anderson Pedroni (PSD) e Rita Pimentel (PRB). Após os registros de candidatura, o Ministério Público Eleitoral do Espírito Santo e a coligação Juntos para Mudar entraram com impugnações contra o candidato Anderson Pedroni, com base na rejeição das contas de 2011 da prefeitura e na cassação sofrida em 2012. A defesa de Pedroni alegou utilização de rito processual inadequado, violação à ampla defesa e contraditório no julgamento das contas e ausência de razoabilidade e proporcionalidade, em função do curto tempo como prefeito interino e de inexistência de gastos excessivos com pessoal no período em que o candidato governou o município. O juiz eleitoral Alcemir dos Santos Pimentel, o mesmo que havia afastado sua inelegibilidade em junho, acatou a impugnação e indeferiu o registro de candidatura de Anderson Pedroni.
Em 2 de setembro, o juiz da Vara Única de Fundão, Dener Carpaneda, indeferiu o pedido de liminar de Pedroni para anular a rejeição das contas de 2011 e abertura de novo prazo para sua manifestação em julgamento pela Câmara Municipal, mantendo a decisão no dia 22 do mesmo mês após manifestação posterior da defesa do ex-prefeito interino. No pleito, realizado em 2 de outubro, Pedroni recebeu 8.564 votos, contra 1.866 de Adriano Ramos e 536 de Rita. Em 3 de outubro, dia seguinte à eleição, o Tribunal Regional Eleitoral manteve o indeferimento de candidatura de Pedroni. No dia 4, o juiz Dener Carpaneda atendeu o pedido da defesa de Pedroni para anular a sessão em que seu mandato foi cassado. O magistrado acatou a justificativa de que o então vereador afastado, no exercício interino do cargo de prefeito, não foi notificado para se defender em todas as etapas do processo de cassação. Para Carpaneda, "Os dispositivos são claros e não dão margem a interpretações, de modo que todo procedimento, desde sua fase preliminar, deveria ter sido pautado pelos princípios constitucionais do contraditório e da ampla defesa". Após ter recurso negado pelo Tribunal Regional Eleitoral, Pedroni entrou com recurso especial no Tribunal Superior Eleitoral (TSE) em 24 de novembro.
O artigo 224 do Código Eleitoral brasileiro diz que devem ser realizadas novas eleições em caso de a nulidade atingir mais da metade dos votos, e a resolução 23.456/2015 do TSE afirma que não deve ser diplomado prefeito eleito o candidato com mais votos válidos em casos assim, assumindo a prefeitura até então o presidente da Câmara Municipal. No entanto, o juiz eleitoral Alcemir dos Santos Pimentel diplomou o segundo colocado na eleição para prefeito, Adriano Ramos, em cerimônia sem público e separada da diplomação dos vereadores, oficializada no dia 19 de dezembro, último dia para diplomação. Na decisão, o juiz eleitoral argumenta que o sistema do Tribunal Superior Eleitoral exibe Ramos como eleito.
No dia 20, Pedroni entrou com um mandado de segurança junto ao TRE pedindo a anulação da diplomação e, no mesmo dia, o juiz Aldary Nunes Júnior determinou que o Ministério Público Eleitoral se manifestasse sobre o caso. Segundo Pedroni, Ramos teria sido diplomado no dia 14 de dezembro, sendo que a sentença do juiz eleitoral, atendendo o pedido de diplomação de Ramos, só teria sido proferida no dia 16, bem como não teria sido publicado edital comunicando sobre a diplomação de candidato a prefeito. A imprensa local classificou a decisão como uma "surpresa", tendo em vista que "normalmente" o presidente da Câmara assumiria a prefeitura. Ramos declarou ao jornal A Tribuna que o site do TSE o coloca como eleito. No dia 22, o procurador regional eleitoral do Espírito Santo, Carlos Vinícius Cabeleira, emitiu parecer favorável ao mandado de segurança de Pedroni, considerando nele que é preciso aguardar o parecer do TSE sobre o recurso deste quanto à eventual validação de seus votos. Um dia depois, o juiz Aldary Nunes Júnior condeceu liminar suspendendo os efeitos do ato de diplomação dos candidatos a prefeito Adriano Ramos e vice-prefeito André Luiz Rangel Ribeiro. Na decisão, o juiz enfatizou que, futuramente, os candidatos também não poderiam ser diplomados, devendo o município ser governado pelo presidente da Câmara até decisão final do TSE sobre deferir ou indeferir o registro de candidatura de Pedroni.
| “ | José Adriano Rangel Ramos não é candidato eleito. O entendimento de somar os votos obtidos pelo impetrante Anderson Pedroni Gorza aos votos em branco e natinulos, não encontra respaldo legal, nem jurisprudencial. [...] O ato de diplomar os integrantes da chapa encabeçada pelo candidato José Adriano Rangel Ramos fere o regramento legal, gerando situação que subverte o normal andamento do processo político-eleitoral do município de Fundão. Incabível a diplomação do segundo colocado no pleito. | ” |
| — Aldary Nunes Júnior, juiz do Tribunal Regional Eleitoral do Espírito Santo, Folha Vitória e A Tribuna | |   |

Ramos entrou com mandado de segurança no Tribunal Superior Eleitoral, que o presidente, ministro Gilmar Mendes, indeferiu em 30 de dezembro, por entender que "a eventual manutenção do indeferimento do registro do candidato mais votado acarretará em novas eleições, não sendo o caso de diplomação do segundo colocado".
Um projeto de resolução que visava tornar secreta a eleição para presidente da Câmara, de autoria do vereador Marcos dos Santos (PRB), havia sido lido em plenário na sessão ordinária da casa no dia 15 de dezembro, para ser votado no dia 22 seguinte. A vereadora Ângela Coutinho (PV) disse ao jornal A Tribuna que "Isso é uma articulação política da base aliada ao Adriano [Ramos], que perdeu a eleição e mesmo assim foi diplomado. Como eles têm minoria, querem fazer um jogo para ver se, no voto secreto, conseguem fazer a presidência da Câmara". O vereador Marcos dos Santos declarou ao mesmo jornal que "[...] já foi voto secreto antes. Nós entendemos que isso não atrapalha a eleição da Mesa. Não é por querer esconder alguma coisa, mas porque nós achamos que seria mais viável". O então presidente da Câmara, Carlos Augusto Toffoli (REDE), disse não saber porque foi proposta a eleição secreta por não estar "participando de negociação de nada". O projeto foi aprovado com seis votos a favor, dois contra e duas ausências.
Escolhido como presidente da Câmara em 1º de janeiro de 2017, o vereador Eleazar Ferreira Lopes (PCdoB), então aliado de Pedroni, assumiu interinamente a prefeitura.
O presidente municipal do Partido Social Democrático protocolou na Câmara Municipal, em 3 de janeiro, um pedido de nulidade do ato que concedeu dez dias para manifestação de Pedroni no julgamento das contas de 2011 da prefeitura, a nulidade de todo o processo e a concessão de ao menos mais 15 dias para defesa. O pedido ressalta que, como a matéria "não discutida e julgada pelo Poder Judiciário, com trânsito em julgado, cabe à Câmara Municipal de Fundão rever e anular seus próprios atos, quando eivados de vícios que os tornam ilegais". Pedroni disse à imprensa que o julgamento pela Câmara teve motivação política e suprimiu prazos para defesa, que, segundo ele, não deveriam ter sido de dez dias, mas de quinze dias úteis ou trinta dias, conforme a legislação estadual.
Em nota, o deputado estadual e secretário-geral estadual do PSD, Enivaldo dos Anjos, afirmou que "a Câmara cometeu uma fraude em 2015 ao induzir ao erro o Tribunal de Contas do Espírito Santo, deixando de incluir no processo da prestação de contas julgada a cópia da lei autorizativa de abertura do crédito suplementar, o que deu causa à rejeição das contas, tornando-o inelegível".
Em 26 de janeiro de 2017, a Câmara Municipal anulou o julgamento das contas de 2011 da prefeitura. Uma petição para anulação do indeferimento da candidatura de Anderson Pedroni a prefeito foi protocolada no Tribunal Superior Eleitoral.
O Núcleo de Repressão às Organizações Criminosas e à Corrupção (Nuroc) e da Delegacia de Crimes Contra a Administração Pública (Decap) realizou uma operação em 21 de fevereiro de 2017, na qual Pedroni, Flávio Serri (presidente do PSD no município vizinho da Serra) e um empresário do ramo de refrigeração também da Serra foram presos, e os onze vereadores de Fundão juntos de ex-vereadores foram intimados a prestar depoimento. A motivação da operação foi a suspeita de que Pedroni teria pago a vereadores para que votassem pela anulação da rejeição das contas de 2011. O Nuroc teve acesso a interceptações telefônicas que, segundo a deputada estadual Janete de Sá (PMN) — de quem Adriano Ramos é assessor —, dão conta de que Pedroni teria oferecido propina aos vereadores.
Para o deputado estadual Enivaldo dos Anjos, a operação foi "absurda" e "exclusivamente política" e as suspeitas "não são motivos para prisões". O parlamentar disse que seu partido, o PSD, representaria contra os atos que ele considerou abuso de poder. Os presos foram libertados um dia após a operação. Serri disse que obteve um habeas corpus junto ao fórum da Serra e outro junto ao TJES sustentando que nenhuma das gravações teria indício de crime.
Em ação promovida pelo ex-vereador e presidente do PSC em Fundão, Ailson Ramos, a juíza da vara da cidade, Priscila de Castro Murad, suspendeu em 23 de fevereiro de 2017 a sessão da Câmara Municipal em que foi anulada a rejeição das contas de 2011. Para Ailson, a sessão em que o ato dos vereadores foi votado foi convocada com fins pessoais. Na decisão, a juíza  diz que "Não se pode aceitar que, em caráter excepcional, logo após as eleições e o início de uma nova gestão, com uma suposta base aliada favorável, que a Câmara se reúna para anular ato emanado da legislatura anterior, em pleito que se encontra atualmente aguardando decisão de Tribunal Superior.". O advogado de Pedroni e a presidente interina da Câmara, Ângela Coutinho, disseram que recorreriam da decisão. Para o advogado, "Não pode haver interferência do Judiciário no Legislativo.". Em março, o desembargador do TJES Walace Pandolpho Kiffer reverteu a decisão da juíza da vara de Fundão, possibilitando a Pedroni apresentar sua defesa em relação às contas de 2011.
Uma decisão do ministro do TSE Luiz Fux publicada em 1º de junho de 2017 indeferiu o recurso de Pedroni contra o julgamento do TRE-ES que rejeitou seu registro de candidatura. O advogado de Pedroni disse que recorreria ao pleno do TSE. No entanto, no mesmo mês, Pedroni entrou com pedido de desistência do recurso no tribunal, o que levou à realização de eleição suplementar. Após vencer a eleição suplementar em 1º de outubro de 2017, Pretinho Nunes (PDT) foi empossado prefeito no dia 27 do mesmo mês.

### Governo de Pretinho Nunes (2017–2020)
Em novembro de 2018, o prefeito Pretinho Nunes foi denunciado pelo Ministério Público do Espírito Santo por suspeita de ato de improbidade administrativa, ao firmar contrato no valor de R$ 250 mil com uma empresa de tecnologia diretamente, sem licitação. Ainda segundo a promotoria, o termo de referência teria sido moldado pela própria empresa, violando princípios legais da administração pública. As gerências de Controle Interno e de Auditoria Interna haviam solicitado a suspensão do contrato e a revisão do processo administrativo para análise, o que foi negado pelo prefeito.
Uma nova denúncia em em Ação Civil por Atos de Improbidade Administrativa foi protocolada pelo Ministério Público do Espírito Santo em novembro de 2019, em face do prefeito Pretinho Nunes, do secretário municipal de Turismo, Cultura e Lazer, Gabriel Martini, um empresário e uma empresa de Cariacica. O processo apurava eventuais irregularidades na contratação de serviços de iluminação, sonorização e locação de palco. A empresa contratada era a mesma que havia prestado serviços para a campanha eleitoral em 2016 deAnderson Pedroni Gorza como prefeito e Pretinho Nunes como vice-prefeito. O empresário asseverou que os preços praticados na campanha foram abaixo do mercado em troca de os eventuais eleitos considerarem futura contratação dos serviços pela prefeitura. Segundo a promotoria, Pretinho e Martini, já no Executivo municipal, atuaram para que, como uma retribuição de favor, a empresa contratada na campanha eleitoral substituísse, por R$ 805.680,00, outra empresa que prestava regularmente serviço para a prefeitura havia pouco tempo por R$ 270.300,00. Martini disse aos investigadores que não conhecia previamente a empresa substituta, no entanto, a promotoria apurou que o secretário havia solicitado ao dono da empresa que prestasse serviço para a prefeitura. O dono da empresa admitiu que prestou serviço à prefeitura em janeiro de 2018 sem contrato, diante do compromisso de que a empresa seria paga no decorrer da execução do contrato.
A investigação também mostrou que, de forma, inusual, não houve registro dos servidores que fizeram a cotação de preços e em que circunstâncias a diligência foi realizada, o que foi alertado por parecer jurídico da Procuradoria-Geral do município, bem como houve “pressa não usual dos gestores em firmar e formalizar a contratação”: em 8 de fevereiro de 2018, deu-se o pedido de cotação de preços e a apresentação dos orçamentos e, já no dia seguinte a partir da tarde, foi elaborado o quadro comparativo de preços, houve a juntada de documentos não analisados, o parecer da Procuradoria-Geral, a autorização pelo prefeito da adesão à ata, a elaboração do contrato, sua assinatura, a ordem de serviço e o início dos trabalhos nas festividades de Carnaval em Praia Grande. Entre fevereiro de 2018 e janeiro de 2019, R$ 249.435,50 foram pagos à empresa substituta. A investigação demonstrou também que a montagem dos equipamentos pela empresa substituta se deu antes da celebração do contrato, o que foi admitido pelo dono, e que o prefeito Pretinho e o secretário Martini tinham conhecimento por participarem dos preparativos para a comemoração do Carnaval em Praia Grande. Nos meses seguintes, segundo a apuração, a empresa prestou serviços "despidos de ordem de serviço formal e de dotação orçamentária suficiente, em manobras ilícitas articuladas entre os requeridos para burlar a falta de recursos e os limites contratuais. Tudo sob a promessa de que o empresário seria compensado no decorrer da execução contratual, o que revela prática manifestamente imoral". Em 2019, o empresário, ao perceber que a promessa não seria cumprida, pediu indenização de R$ 112.472,00 pelos serviços prestados informalmente em eventos como a Festa de São Benedito, a Festa Junina do Assentamento Piranema, a Festa de Emancipação Política, a Festa do Dia dos Pais, o Evento Prevenir do Corpo de Bombeiros e o Evento Feirarte.
O Grupo de Atuação Especial de Combate ao Crime Organizado (Gaeco), coordenado pela Promotoria de Justiça de Fundão, deflagrou em 23 de janeiro de 2020 a Operação Bate-Estaca, visando investigar suspeitas de direcionamento e superfaturamento de contratos para a compra de peças e realização de serviços. Tais serviços foram contratados em dezembro de 2018 e, segundo o Ministério Público do Espírito Santo, a empresa contratada foi favorecida "com aprovação de orçamentos, emissão de notas fiscais e pagamentos por serviços e peças não fornecidos ou fornecidos em desconformidade com o declarado". Apenas nos primeiros três meses de contrato, o valor previsto era de cerca de R$ 500 mil. Na operação, foram presos temporariamente por cinco dias o secretário municipal de Transportes e Serviços Urbanos, Ailson Abreu Ramos, o gerente municipal da frota, a  coordenadora da Unidade Administrativa Regional de Praia Grande, o gerente municipal de máquinas e operações e um empresário. Os funcionários da prefeitura foram afastados de suas funções pelo Juízo da Vara Única de Fundão e, em seguida, exonerados pelo prefeito Pretinho Nunes.